# 若松区
若松区（わかまつく）は、北九州市を構成する7区の行政区の一つである。

## 概要・地理
若松区は北九州市の北西部に位置しており、概ね旧若松市に相当する地区である。洞海湾と響灘に囲まれた若松半島にあり、東部に古墳が散在するなど歴史は古く、自然に恵まれている。北海岸の一部を除いて、臨海部は工場が立地する埋立地であり、北九州工業地帯を構成している。若松区役所や若松駅が位置する区の南東部が旧若松市からの中心市街地である。一方で八幡西区との区境付近に建設された北九州学術研究都市や高須地区の新興住宅地の開発など、区東部に対して西部の発展が大きかった。
若松北海岸は玄海国定公園に含まれ、白い砂浜と響灘の激浪に刻まれた玄武岩、露出した岩礁の眺めが美しいことで有名である。市内で唯一の岩屋海水浴場・脇田海水浴場があり、マリーンスポーツのスポットとして注目されている。脇田漁港の「汐入の里」は大勢の人で賑わいをみせている。
グリーンパーク・響灘緑地は北九州最大の総合公園で、サイクリングコース、野鳥の観察ゾーン、サイクリングターミナル、ひびき動物ワールドなどがある。また、グリーンパークの大芝生広場、熱帯生態園、バラ園などは市民の憩いの場となっている。
若松南海岸通り（洞海湾沿岸）の「若松バンド」は、大正時代の建物を中心とした近代港湾都市固有の帯状の都市空間で、かつて日本一の石炭積出港として栄えた歴史を伝えている。
文化の面では、若松出身の芥川賞作家・火野葦平の資料館が若松市民会館内にあり、葦平ゆかりの資料が展示されている。また、当時の状態で復元された葦平の旧居「河伯洞（かはくどう）」も一般公開されている。
「あじさい祭り」の会場でもある高塔山からは、若松や洞海湾の対岸の街並み、若戸大橋、響灘、関門海峡を一望できる。山頂には葦平文学碑、万葉植物園、河童封じの地蔵などがあり、四季折々の花が咲き誇る。
自然を残しながらも一方で、近年、響灘埋立地では資源循環型社会の実現を目指し、北九州エコタウン事業が展開されている。エコタウンでは環境関連技術の開発やリサイクル産業の集積が進んでいる。「ひびきコンテナターミナル」は、東アジアと北米などとを結ぶ日本海ルートに面しているという地理的優位性を活かし、国際物流拠点港としての役割が期待されている。港湾の後背地には事業用地が広がり、物流関連産業や加工組立産業などの企業の立地が相次いでいる。ひびき灘臨海工業団地の一角には風力発電施設「エヌエス ウインドパワーひびき」が立地するほか、響灘東地区の沖合では新エネルギー・産業技術総合開発機構によって洋上風力発電の実証研究を行う国内初の「洋上風況観測タワー」が設置されている。
若松区西部及び八幡西区北西部の北九州学術研究都市は、｢アジアに開かれた学術研究拠点｣と｢新たな産業の創出･技術の高度化｣を目指し､2001年にオープンした。理工系の国・公・私立大学や研究機関が同一キャンパスに集積し、学術研究機能と産業界との連携促進により、アジアの先端産業都市の実現を目指している。
洞海湾をはさんで戸畑区と隣接しているが、かつては若戸渡船が唯一の交通手段であったところ、1962年に若戸大橋が開通し戸畑、小倉方面との往来が飛躍的に改善した。若戸を直接結ぶ唯一の幹線である同大橋は開通当初より予測を大きく上回る交通量のために交通渋滞が著しく、この解消と市街地をバイパスする物流ルートの構築を目的とした若戸トンネル（新若戸道路）が2012年に開通した。若戸大橋は若松のランドマークの一つであり、2022年に国の重要文化財に指定された。

## 歴史

### 若松の地名の由来
熊襲を征伐した時、仲哀天皇と神功皇后が海に霊石を見つけ、これを神体として祀り、神社の海辺に小松を植えた。お供をしていた武内宿弥が「海原（うなばら）の滄瞑（そうめい）たる、松の青々たる、我が心も若し」（松が一面に瑞々しい緑色をしていて、その向こうに青々とした海が広がっているのを見ていると私の心も若やいでくる）と言ったことから、「若松」の地名になったと伝えられている。

### 若松区誕生以降の歴史
若松区誕生以降の歴史について記述する。若松市時代の事柄については、若松市#歴史を参照。
- 1963年（昭和38年）
  - 2月10日 - 若松市が小倉市・八幡市・門司市・戸畑市と合併し、北九州市の一部となる。
  - 4月1日 - 北九州市が政令指定都市となり、旧若松市部分は若松区となる[5]。
- 1965年（昭和40年）
  - 「玄海青年の家」開設[5]。
  - 若松西鉄ホテル（後の若松パークホテル、現在は廃業）開業。
- 1970年（昭和45年） - 高塔山ロープウェー運休、翌年廃止。
- 1974年（昭和49年）4月1日 - 八幡区が分区され八幡西区が誕生した際、当時若松区に属していた浅川地区を八幡西区に割譲、現在の区域となる。
- 1975年（昭和50年） - 路面貨物電車全廃[5]。
- 1979年（昭和54年） - 丸柏百貨店閉店、若松井筒屋となる。
- 1982年（昭和57年） - かつての石炭積出港時代以来続いていた若松駅での貨物取り扱いが廃止。
- 1984年（昭和59年）
  - 若戸大橋の拡幅工事開始。歩道が撤廃され自動車専用橋となる。若松橋台および戸畑橋台両バス停も廃止。
  - 若松駅現駅舎完成。
  - 11月15日、区内初のショッピングセンター、サンリブ高須店開業。
- 1986年（昭和61年） - 第1回くきのうみ花火の祭典開催[5]。
- 1989年（平成元年） - 頓田貯水池近くにひびき動物ワールド開場[5]。
- 1990年（平成2年）
  - 現若松区役所庁舎竣工。
  - 若戸大橋拡幅工事完成、4車線（片側2車線）化。
- 1991年（平成3年） - 第8回全国都市緑化フェア（グリーンルネッサンス北九州'91）開催[5]。
- 1992年（平成4年） - 第8回全国都市緑化フェア会場跡地にグリーンパークが開園[5]。
- 1995年（平成7年） - 若松井筒屋閉店。
- 1997年（平成9年） - 北九州エコタウンが通商産業省（現在は経済産業省と環境省による共同承認）による承認を受ける。
- 1999年（平成11年）
  - 「若松あじさい祭り」始まる[5]。
  - 火野葦平の旧居「河伯洞」一般公開を開始[5]。
- 2000年（平成12年） - 中心部再開発により、サンリブ若松、若松図書館完成。

- 2001年（平成13年）
  - 北九州学術研究都市第1期完成[5]。
  - 響灘埋立地にエコタウンセンター開業[5]。

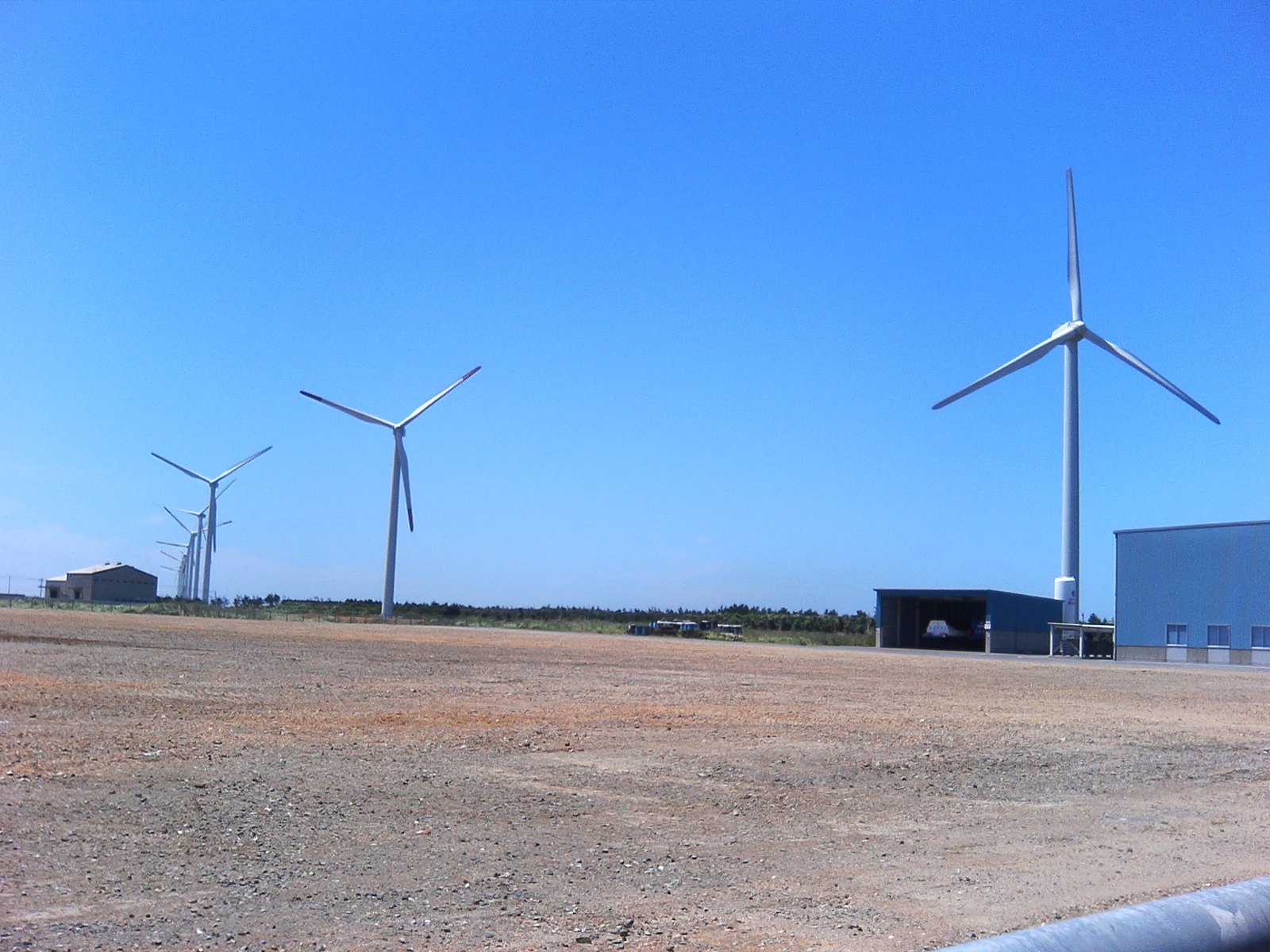
響町・風力発電の風車群

- 2002年（平成14年）10月26日 - 二島地区の旧日本板硝子工場跡にイオン若松ショッピングセンター開業。
- 2003年（平成15年） - 響灘埋立地に風力発電所設置[5]。
- 2004年（平成16年）
  - 脇田「汐入の里」開設[5]。
  - 「旧古河鉱業若松ビル」開館[5]。
- 2005年（平成17年） -「ひびきコンテナターミナル」供用開始[5]。
- 2007年（平成19年） - 若松井筒屋跡地にホテルルートイン北九州若松駅東開業。
- 2009年（平成21年） -「北九州次世代エネルギーパーク」オープン[5]。
- 2012年（平成24年）
  - 「若戸トンネル」開通[5]。
  - 「響灘ビオトープ」オープン[5]
- 2017年（平成29年）4月 - 北九州学術研究都市地区の人口増の影響で児童数が増えていたひびきの地区、大字塩屋に、市内で15年ぶりとなる新小学校「ひびきの小学校」開校[6]。

## 人口の変遷
- 1965年　103,656
- 1970年　 98,195
- 1975年　 92,642
- 1980年　 87,166
- 1985年　 90,519
- 1990年　 88,264
- 1995年　 91,755
- 2000年　 89,560
- 2005年　 87,340
- 2010年　 85,167
- 2015年　 82,844
- 区全体でみれば長年にわたり人口は緩やかな減少傾向であるが、1970~80年代の二島、80~90年代の高須・青葉台・久岐の浜、2000年代の花野路、2010年代のひびきのと市内の西部を中心とした数万人規模の新興住宅地が開発されてきている中での人口減少であり、旧来の市街地での人口減少は極めて深刻であるといえる。

## 教育機関・図書館

### 北九州学術研究都市
- 早稲田大学大学院 情報生産システム研究科
- 北九州市立大学国際環境工学部・大学院国際環境工学研究科
- 九州工業大学大学院生命体工学研究科
- 福岡大学大学院工学研究科
- 早稲田大学理工学総合研究センター九州研究所
- 現代美術センターCCA北九州

### 高等学校
- 福岡県立若松高等学校
- 福岡県立若松商業高等学校
- 高稜高等学校

### 中学校
- 北九州市立向洋中学校
- 北九州市立石峯中学校
- 北九州市立洞北中学校
- 北九州市立高須中学校
- 北九州市立若松中学校
- 北九州市立二島中学校

### 小学校
- 北九州市立深町小学校
- 北九州市立小石小学校
- 北九州市立くきのうみ小学校
- 北九州市立藤木小学校
- 北九州市立二島小学校
- 北九州市立花房小学校
- 北九州市立花房小学校安屋分校
- 北九州市立江川小学校
- 北九州市立赤崎小学校
- 北九州市立高須小学校
- 北九州市立鴨生田小学校
- 北九州市立青葉小学校
- 北九州市立若松中央小学校
- 北九州市立ひびきの小学校

### 特別支援学校
- 北九州市立小池特別支援学校

### 図書館
- 北九州市立若松図書館
- 北九州市立若松図書館島郷分館(島郷こどもと母のとしょかん)

## 経済

### 若松区に本社を置く主な企業
- EVモーターズ・ジャパン
- AIR STATION HIBIKI
- サンリブ
- シャボン玉石けん
- 鶴丸海運
- 若築建設（本店）

### 若松区に事業所を置く主な企業
- 日本製鉄鉄構海洋事業部鉄構海洋センター
- 電源開発若松総合事業所
- 日揮触媒化成北九州事業所
- 吉野石膏北九州工場、北九州研修センター
- J-オイルミルズ若松工場
- OCC海底システム事業所
- 東京製鐵九州工場
- 日本コークス工業北九州事業所
- ブリヂストン北九州工場
- ケイミュー北九州工場
- すかいらーく北九州マーチャンダイジングセンター
- 東海カーボン九州若松工場
- 東邦チタニウム若松工場
- 多木化学九州工場

### 商業
- イオン若松ショッピングセンター
- サンリブ高須
- サンリブ若松

## 交通

### 鉄道
- 九州旅客鉄道（JR九州）
  - 筑豊本線（若松線）
    - 若松駅 - 藤ノ木駅 - 奥洞海駅 - 二島駅

### バス
- 北九州市営バス（北九州市交通局）：若松市営バスを母体とする公営バスであり、区内に若松営業所を設置している。区内のほとんどのバス路線を運行するほか、若松区と小倉北区・戸畑区・八幡西区・芦屋町を結ぶ路線がある[7]。
- 西鉄バス：グループ会社の西鉄バス北九州の路線がある。現在は若戸大橋を通り若松駅と小倉・黒崎などを結ぶ路線及び北九州学術研究都市と黒崎・折尾などを結ぶ路線のみであり、区内の停留所も若松駅前にある若松駅・大橋通り停留所（若松駅は若松行き便の降車のみ）[8]及び北九州学術研究都市内にある学研都市ひびきの停留所のみである。

区内に発着する高速バスは北九州学術研究都市発着の北九州空港エアポートバスのみである（かつては若松市街発着のエアポートバスや、福岡市と若松区を結ぶ高速バスがあった）。

### 船舶
- 北九州市営若戸渡船

### 道路
- 国道199号
  - 若戸大橋
- 国道495号
  - 新若戸道路 - 若戸トンネルなど
- 福岡県道11号有毛引野線
- 福岡県道26号北九州芦屋線
- 福岡県道202号水巻芦屋線
- 福岡県道277号頓田二島線

※当区は北九州市内で北九州高速道路が唯一通っていない。

## 名所・観光スポット・祭り・催事

### 名所・観光スポット
若松区中心部

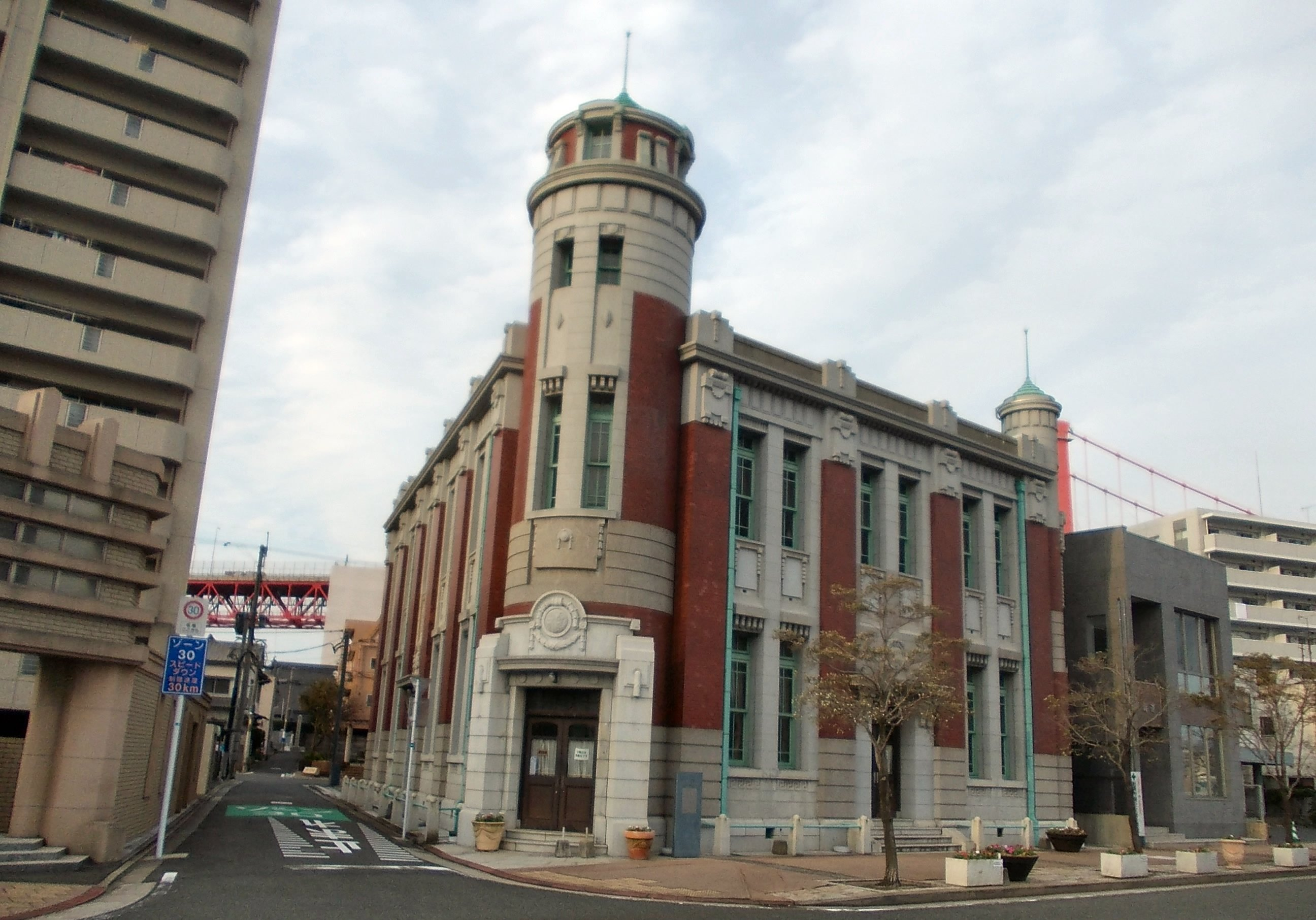
旧古河鉱業若松ビル

- 若戸大橋：昭和33年4月着工、昭和37年9月開通。建設当時「東洋一の夢の吊橋」といわれた。全長2068m[9]。
- 若松南海岸通り（若松バンド）：若戸大橋から若松駅までの海岸線通に大正期の建物群を中心に古い建物が残る。バンドとは東洋の港の海岸通。石炭景気に沸いた若松の歴史と発展を伝える[9]。
- 旧古河鉱業若松ビル：大正8年の建築といわれるレンガ造り二階建ての建物。夜はライトアップされ、その姿を美しく照らす[9]。
- 旧ごんぞう小屋：海上で石炭運搬の本船へ艀に積んだ石炭の積み込む荷役を行う「沖仲士」・ごんぞうの休憩小屋。明治時代の建物を復元[9]。
- 上野ビル（旧三菱合資若松支店ビル）：三菱合資若松支店として大正2年に建設[9]。
- 石炭会館：木造二階建ての建物で明治38年に建設[9]。
- わかちく史料館：若築建設本店社屋内、若築建設・若松・洞海湾の歴史を展示。
- 火野葦平旧居「河伯洞」：芥川賞作家火野葦平が1940年から1960年までを過ごした建物。市指定史跡[10]。

高塔山公園
- 高塔山公園：高塔山山頂（124m）にある公園。春は桜・ツツジ、初夏はアジサイの名所として知られ、6月に「若松あじさい祭り」が開かれる[11]。
- 高塔山展望台：若戸大橋や皿倉山、響灘が一望できる。夜景は一見の価値あり[11]。
- 河童封じ地蔵尊：火野葦平の小説「石と釘」で有名に[11]。

グリーンパーク・響灘緑地
- グリーンパーク・響灘緑地：頓田貯水池を中心 とした市内最大の広域公園[12]。

若松北海岸

岩屋海岸

- 岩屋海水浴場：白い砂浜が美しく弓なりに伸びている　サーフィンやボードセーリングも盛ん[13]。
- 遠見ケ鼻・妙見埼灯台：若松北海岸の眺望が美しい[13]。
- ひびき海の公園（脇田海水浴場、脇田海釣り桟橋、フィッシャーマンズワーフ「汐入の里」）[14]
- 千畳敷：干潮時に長さ200m、幅50mに及ぶ板状の岩盤が現れる[13]。
- 戸明神社（天の岩戸神話の神々を祀る社）
- 若松ひびき温泉（かんぽの宿北九州）
- 若松ゴルフ倶楽部

響灘埋立地
- 響灘ビオトープ：自然環境を保全しながら、生物の多様性の確保、その他の自然環境保全に関して学べるスポット[15]。
- 響灘沈艦護岸（軍艦防波堤）

### 祭り・催事
- 十日えびす祭（1月9日 - 11日、若松恵比須神社）
- 脇之浦はだかまつり  （1月10日 脇之浦漁港付近）
- 葦平忌（1月中旬、高塔山葦平文学碑前）
- 北九州ひびきマラソン（3月中旬、グリーンパーク周辺）
- 春のフラワーフェスタ（3月下旬〜5月上旬、グリーンパーク）
- 若松えびす神社春季大祭（春のおえべっさん、4月2日〜4日、若松恵比須神社）
- 乙丸のほら貝祭り（4月15日、貴船神社）
- 若松あじさい祭り（6月中旬、高塔山）
- 二島祇園（7月中旬、二島一帯）
- 竹並祇園（7月中旬の土曜日〜日曜日、須賀神社）
- 岩屋祇園（7月第3日曜日、岩屋漁港付近）
- 若松みなと祭り（7月下旬、久岐の浜広場付近）
  - 五平太ばやし競演会（本町商店街一帯）
  - 火まつり行事（高塔山）
- くきのうみ花火の祭典（7月下旬、洞海湾・若戸大橋周辺）
- 小石提灯山笠（7月下旬、小石・赤崎周辺）
- 小石観音寺四万六千日（8月9日、小石観音寺）
- 脇田祇園  （8月16日 - 17日、脇田漁港付近）
- コスモス街道（10月、国道495号）
- 秋のバラフェア（11月、グリーンパーク）
- 若松えびす神社秋季大祭（冬のおえべっさん、12月2日〜4日、若松恵比須神社）

※北九州市役所の若松区の行事・まつりもあわせて参照されたい。

## 通信・メディア

### 郵便
- 若松郵便局（集配局）
- 二島郵便局（集配局）

- 若松小石郵便局
- 若松中川通郵便局
- 若松桜町郵便局
- 若松西園郵便局

- 若松本町郵便局
- 若松駅前郵便局
- 若松古前郵便局
- 若松藤木郵便局

- 若松今光郵便局
- 若松東二島郵便局
- 若松脇田郵便局
- 若松ひびきの郵便局

- 若松青葉郵便局
- 若松高須郵便局
- 蜑住簡易郵便局

### 電話
以下に示す市外・市内局番は総務省の公開情報による。近年、通信自由化で従来のパターンが通用しなくなっている。
西日本電信電話
- 福岡若松 - (093)75x (x=1-3)、771
- 若松小島 - (093)741、742
- 若松二島 - (093)701、761、791、792

以下、エリア分類不明。若松区内にも、以下のパターンに該当する電話番号の一部が存在する。
- NTT西日本（ひかり電話） - (093)432、436、453、476、477、482、483
- NTTコミュニケーションズ - (093)330
- NTTドコモ - (093)395
- 九州通信ネットワーク - (093)98x (x=0-2)
- KDDI - (093)55x (x=3-8)、776、777
- ソフトバンク - (093)28x (x=0,4-9)、588、888、889
- ジェイコム北九州 - (093)23x (x=1-6)
- UCOM - (093)600
- テクノロジーネットワークス - (093)230
- 楽天コミュニケーションズ - (093)238
- ZIP Telecom - (093)766

なお参考までに、西日本電信電話における一般的な割り当てルールは以下の通り。
- 2xy - 中間市・遠賀郡（水巻町を除き旧・09402地域）
- 3xy - 門司区
- 5xy - 小倉北区
- 7xy - 若松区
- 8xy - 戸畑区

携帯電話は、NTTドコモ・au・SoftBankの3社については区内のほとんどの地域で利用可能となっているが、山間部で繋がらない地域がある。世代交代が進められていることもあり、3G（第三世代）以降のサービスに関して、エリア拡大のための基地局整備等が進められている。

### 新聞
- 西日本新聞社北九州本社若松支局

### 放送
テレビの電波直接受信については、皿倉山の八幡テレビ・FM放送所から出される電波を受けることを基本とするが、山陰に入り電波が届かない地域をカバーするために、区内3か所に中継局が設けられている。地上デジタルテレビジョン放送の中継送信も実施。
ラジオについてはFMは八幡送信所からの放送を、AMについては響灘埋め立て地に集約された響放送所からの電波を、それぞれ受信する。AMについては、送信所が区内にあることから市内他区に比べ比較的良好に受信できる。
テレビのチャンネル（デジタル）は以下の通り。
| ID | 放送局名        | 八幡 | 若松 | 北九州小石 | 小竹 |
| -- | --------------- | ---- | ---- | ---------- | ---- |
| 1  | KBC九州朝日放送 | 31   | 31   | 31         | 31   |
| 2  | NHK北九州Eテレ  | 42   | 42   | 42         | 42   |
| 3  | NHK北九州総合   | 40   | 34   | 34         | 40   |
| 4  | RKB毎日放送     | 30   | 30   | 30         | 30   |
| 5  | FBS福岡放送     | 32   | 32   | 32         | 32   |
| 7  | TVQ九州放送     | 27   | 27   | 27         | 46   |
| 8  | TNCテレビ西日本 | 29   | 29   | 29         | 44   |

## わかっぱ
わかっぱは、若松区役所が生み出した“ゆるキャラ”で、区役所が著作権を有する。
若松区に古くから伝わる河童にまつわる伝説と、近年カゴメの進出によって盛んになっているトマト栽培を広くアピールすることを狙いとする。市内はもとより市外へのアピールも積極的に行われており、区内を舞台にしたドラマを制作したNHKの“ハレピョン”とともに、NHK関係の番組やイベントを通じ九州全域の知名度を高める活動を展開している。

## 若松区出身の有名人
- 天本英世（俳優）
- 鮎川陽子（モデル、デザイナー、女優）
- 石橋謙一（イラストレーター、ボックスアーティスト）
- 瓜生正美（青年劇場顧問、劇作家、演出家）
- 大前研一（経営コンサルタント、経済評論家）
- 鹿毛誠一郎 （プロバスケットボール選手。bjリーグ・浜松・東三河フェニックス所属）
- 倉掛英彰（HIDE）（ミーナ＆ザ・グライダー、元NEW DOBB、crossfm DJ、『高塔山ロックフェス』プロデューサー）（作曲家）
- 荒神直規（シンガーソングライター）Naifu
- シーナ（ロックアーティスト）シーナ&ロケッツ。
- 白川洋次郎（映画プロデューサー、大学教授、博報堂元企画開発部長）
- 多田野曜平（俳優、声優）
- デビル雅美（女子プロレスラー）
- トコ（コラムニスト、ローカルタレント）
- 東慶悟（FC東京選手）
- 東順治（衆議院議員）
- 火野葦平（芥川賞作家）
- 本田泰人（元鹿島アントラーズ選手、響南中学校出身）
- 村田愛里咲（モーグル選手、バンクーバー五輪日本代表）
- 本山雅志（ギラヴァンツ北九州選手、二島中学校出身）
- 森田光德（シャボン玉石けん元代表取締役）
- 山形辰徳（カターレ富山選手、二島中学校出身）
- 吉田旺（作詞家）
- 城戸けんじろ(ジャパハリネット ヴォーカル)